# (3173) McNaught
(3173) McNaught ist ein Asteroid des Hauptgürtels, der am 24. November 1981 vom US-amerikanischen Astronomen Edward L. G. Bowell an der Anderson Mesa Station (IAU-Code 688) des Lowell-Observatoriums in Coconino County entdeckt wurde.
Der Asteroid wurde nach dem britisch-australischen Astronomen Robert H. McNaught benannt.